# Sunwing Airlines
Sunwing Airlines Inc. é uma companhia aérea canadense de baixo custo com sede em Toronto, Ontário.

## História

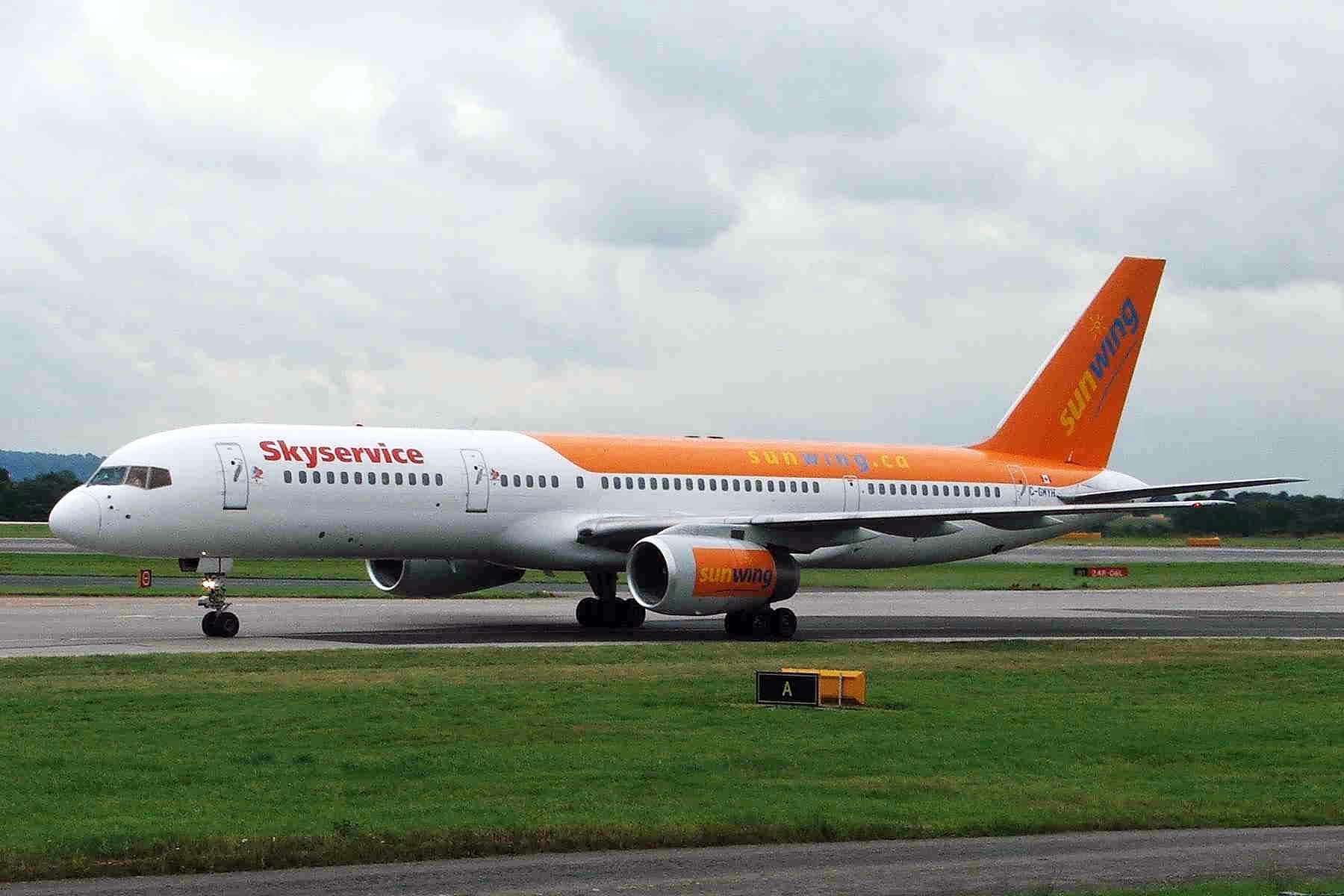
Um Boeing 757-200 com cores da Skyservice e Sunwing em agosto de 2005

A companhia aérea foi fundada em 2005 e iniciou suas operações em 17 de novembro de 2005. Em dezembro de 2005, a Sunwing fez seu primeiro voo direto de Sudbury para Varadero tornando-se um dos primeiros voos internacionais diretamente do Aeroporto de Sudbury. Em novembro de 2006, a empresa fez seu primeiro voo saindo de Montreal.
Em 2008, a Sunwing Airlines operava para mais de 29 cidades.
Em 2015, foi anunciado que a Sunwing havia finalizado um negócio de $ 350 milhões para adquirir dois Boeing 737-800 e quatro Boeing 737 MAX 8 da Air Lease Corporation. As aeronaves devem ser entregues em um período de quatro anos a partir do início de 2016. A Seneca College e a University of Waterloo lançaram uma parceria com a Sunwing em 2016 para formar um programa de cadetes que inclui treinamento de voo e mentoria por meio da Sunwing. Naquela época, o programa TSA PreCheck estava disponível em 180 aeroportos dos Estados Unidos e trabalhava com 30 companhias aéreas.
A Sunwing recebeu seu primeiro Boeing 737 MAX 8 em 25 de maio de 2018.

## Frota
A frota da Sunwing Airlines consiste nas seguintes aeronaves (Abril de 2021):
| Aeronaves        | Em Serviço | Ordens | Passageiros | Notas |
| ---------------- | ---------- | ------ | ----------- | ----- |
| Boeing 737-800   | 13         | –      | 189         |       |
| Boeing 737 MAX 8 | 6          | –      | 189         |       |
| Total            | 19         | 0      |             |       |